# 里奧考托
里奧考托（西班牙語：Río Cauto），又譯里約考托，是古巴的城鎮和自治市，属格拉瑪省。

## 地理
面積1,500平方公里，海拔高度10米。里奧考托位於格拉瑪省的北部，考托河河口的上游。

## 人口
根據2004年統計，里奧考托有人口47,833名，人口密度為每平方公里31.9人。